# Пасквалацо (Катанцаро)
Пасквалацо је насеље у Италији у округу Катанцаро, региону Калабрија.
Према процени из 2011. у насељу је живело 81 становника. Насеље се налази на надморској висини од 854 м.